# Sintractriu
Un sintractriu és una corba de la forma 
{\displaystyle x+{\sqrt {b^{2}-y^{2}}}=a\ln {\frac {b+{\sqrt {b^{2}-y^{2}}}}{y}}.}

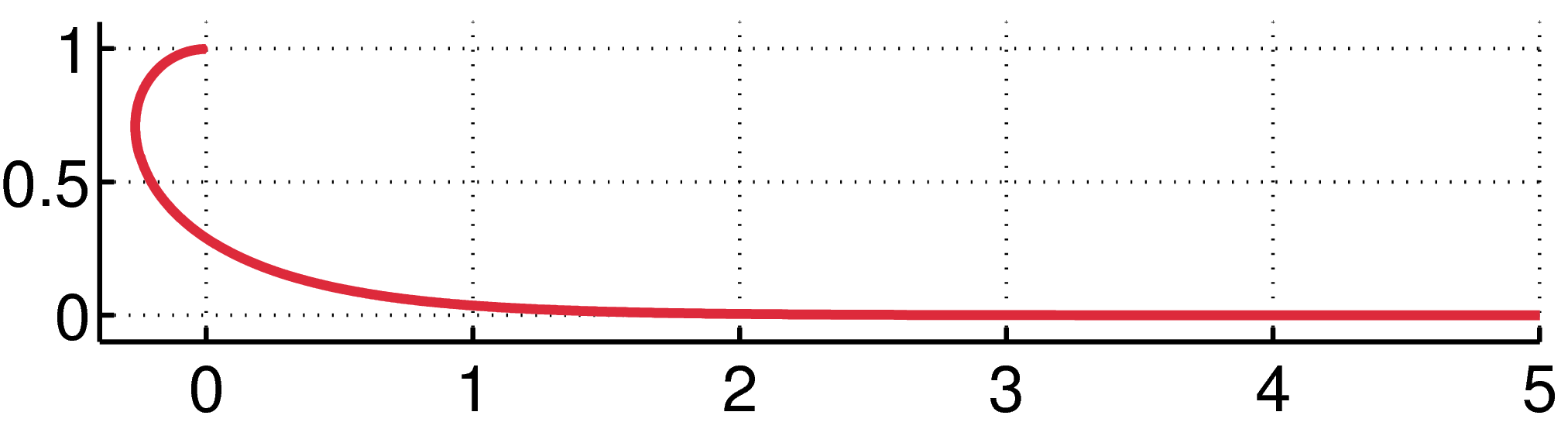
La sintractriu quan i

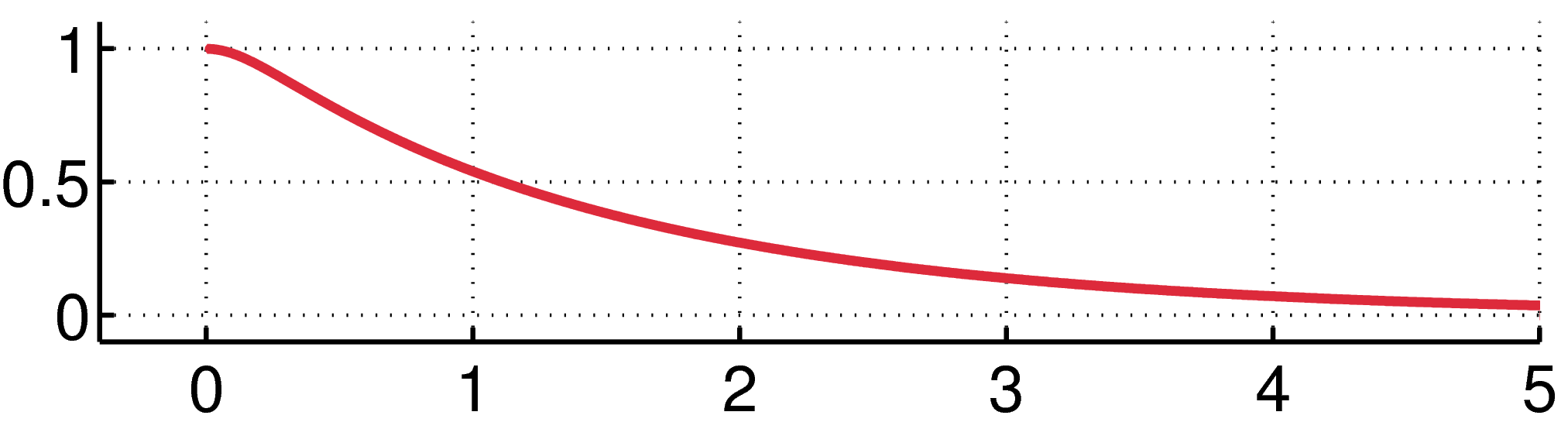
La sintractriu quan i

És el lloc geomètric traçat per un punt sobre la tangent d'una tractriu a una distància constant del punt de tangència, quan el punt de tangència es mou al llarg de la corba.